# 愛知学生会館

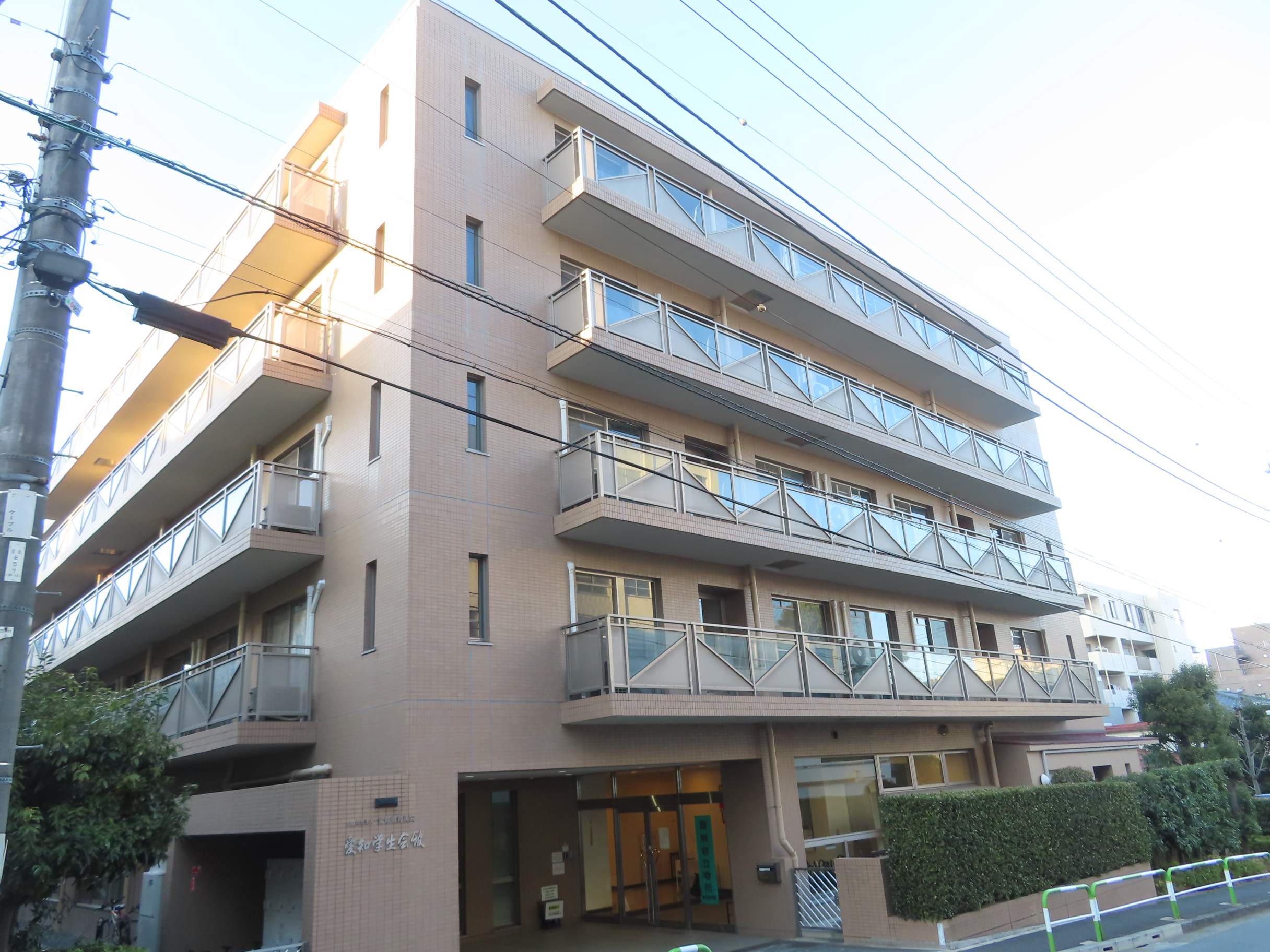
愛知学生会館（2024年3月）

愛知学生会館（あいちがくせいかいかん）は、明治11年に設立された愛知社を前身とする公益財団法人愛知県育英会が運営する東京都文京区に位置する男子学生寮。愛知県出身で、首都圏の大学に在籍している学生のための学生寮。通称AGK。

## 運営環境
- 所在地……東京都文京区小石川5丁目7-13
  - 東京メトロ 丸ノ内線 茗荷谷駅から、徒歩約3分
- 敷地面積……1,705.75平方メートル
- 延べ床面積……2,924.86平方メートル（5階建て）
- 設備……館生室（94室）、食堂・談話コーナー、浴室、洗濯コーナー、エレベーター、IT設備、会議室、事務室、など
- 竣工……平成9年6月
- 月額費用は80,000円
  - 会館費……48,400円（内訳＝部屋代24,000円、共益費12,000円、管理費12,400円）
  - 自治会費……500円
  - IT通信費……2,100円
  - 食費……25,800円（朝・夕の2食）

## 運営環境の詳細
文京区の住宅街の中心に位置し、静かで治安が良い。
東京大学（本郷キャンパス）、早稲田大学（早稲田・西早稲田・戸山キャンパス）、法政大学（市ヶ谷キャンパス）、明治大学（駿河台校舎）、立教大学（池袋キャンパス）など都内の主要大学に非常に近い好位置に立地し、前述の大学・キャンパスには全て自転車で10～20分程度で行くことができる。
自転車通学圏外の大学に通う館生は、最寄駅の茗荷谷駅を利用している。
館生の所属する大学は、東京大学が最も多く、次いで早稲田大学が多い。

## 入館の条件
- 首都圏に所在する大学に在籍する愛知県出身の男子。愛知県出身者とは以下のいずれかに該当する者とする。

（1）愛知県内の高等学校またはそれに準ずる学校を卒業または卒業見込みの者。
（2）愛知県内における居住歴、在学歴等を考慮し、入館試験委員会が愛知県出身者と認めた者。